# Salgueiro do Campo
Salgueiro do Campo é uma povoação portuguesa sede da Freguesia de Salgueiro do Campo do Município de Castelo Branco, freguesia com 30,34 km² de área e 775 habitantes (censo de 2021), tendo, por isso, uma densidade populacional de 25,5 hab./km².
Situa-se no centro do município, estando rodeada pelas freguesias de Juncal do Campo, a norte, Sarzedas, a oeste, Benquerenças, a sul, e Cafede e Castelo Branco, a este. Encontra-se a 12 Km da sede município, Castelo Branco, numa encosta do monte da Penha e debruçada para um vale.
A freguesia integra também a localidade de Palvarinho.

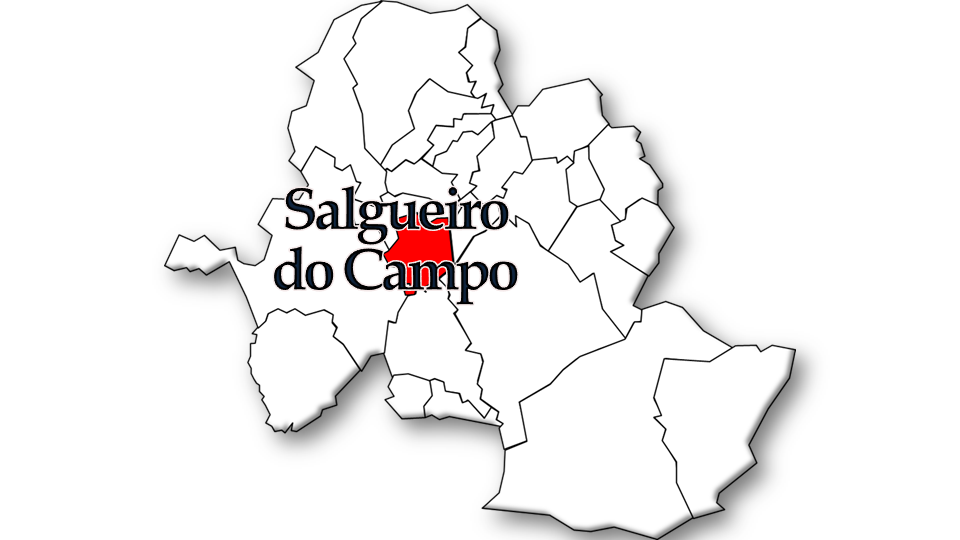
Localização da Freguesia de Salgueiro do Campo no Município de Castelo Branco

## Demografia
Nota: Com lugares desta freguesia foi criada a freguesia de Juncal do Campo (decreto lei n.º 22.844, de 19/07/1933), o que se reflete no número de habitantes recenseados em 1940.
A população registada nos censos foi:
| Distribuição da População por Grupos Etários | Distribuição da População por Grupos Etários | Distribuição da População por Grupos Etários | Distribuição da População por Grupos Etários | Distribuição da População por Grupos Etários |
| -------------------------------------------- | -------------------------------------------- | -------------------------------------------- | -------------------------------------------- | -------------------------------------------- |
| Ano                                          | 0-14 Anos                                    | 15-24 Anos                                   | 25-64 Anos                                   | > 65 Anos                                    |
| 2001                                         | 85                                           | 107                                          | 444                                          | 329                                          |
| 2011                                         | 76                                           | 58                                           | 407                                          | 350                                          |
| 2021                                         | 70                                           | 40                                           | 313                                          | 352                                          |

## História
Segundo a lenda, o nome da freguesia tem origem numa época em que os matagais eram contínuos e, pelas feras existentes, perigosa a sua travessia. Os almocreves, nas suas viagens para a charneca, costumavam agrupar-se junto a uma fonte, a actual Fonte Fria, perto da qual existia um enorme salgueiro, que acabou por dar o nome à povoação.
É uma povoação muito antiga, que surgiu a partir de uma outra que aqui se estabeleceu desde tempos imemoriais. Alguns vestígios neolíticos e romanos confirmam que a presença humana nestes territórios data de vários séculos antes do nascimento de Cristo. 

## Património
- Capelas de S. Sebastião, de Nossa Senhora de Fátima, da Senhora do Bom Sucesso e de S. Lourenço
- Calvário
- Fonte Fria
- Cruzeiro
- Praias fluviais no rio Ermida e na ribeira do Tripeiro

## Associativismo
- Associação de Caça e Pesca da Freguesia de Salgueiro do Campo
- Associação Popular do Palvarinho (Filial nº 50 do Belenenses) [5]
- Centro Cultural e Recreativo de Salgueiro do Campo
- Trigal - Grupo de Música do Palvarinho

## Ligações Externas
- «Junta de Freguesia na Câmara Municipal de Castelo Branco»
- «SALGUEIRO DO CAMPO»
- «Meteorologia»
- «Dados Concretos» (PDF)